# 국도 제105호선 (일본)

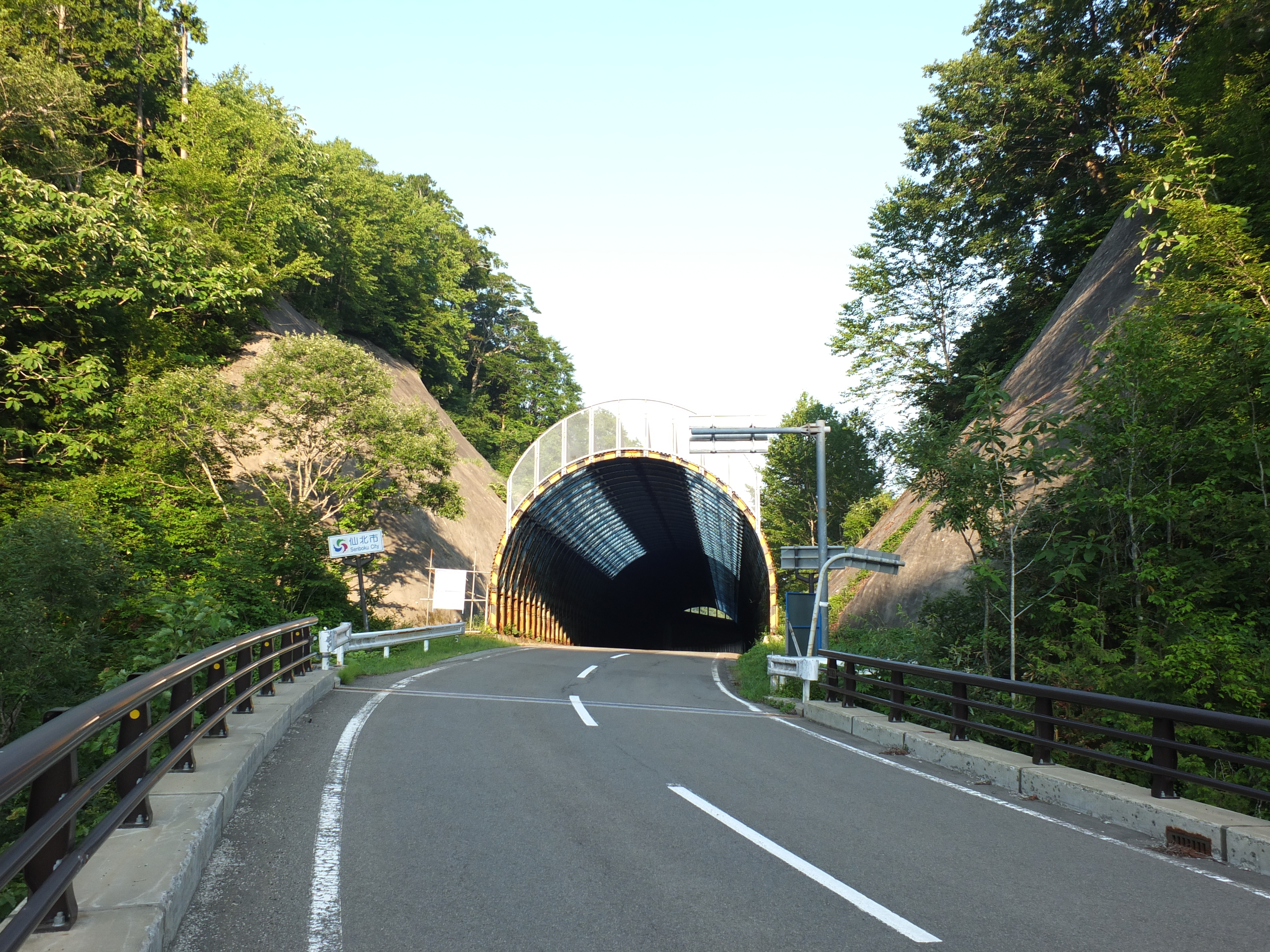
다이가쿠노 고개

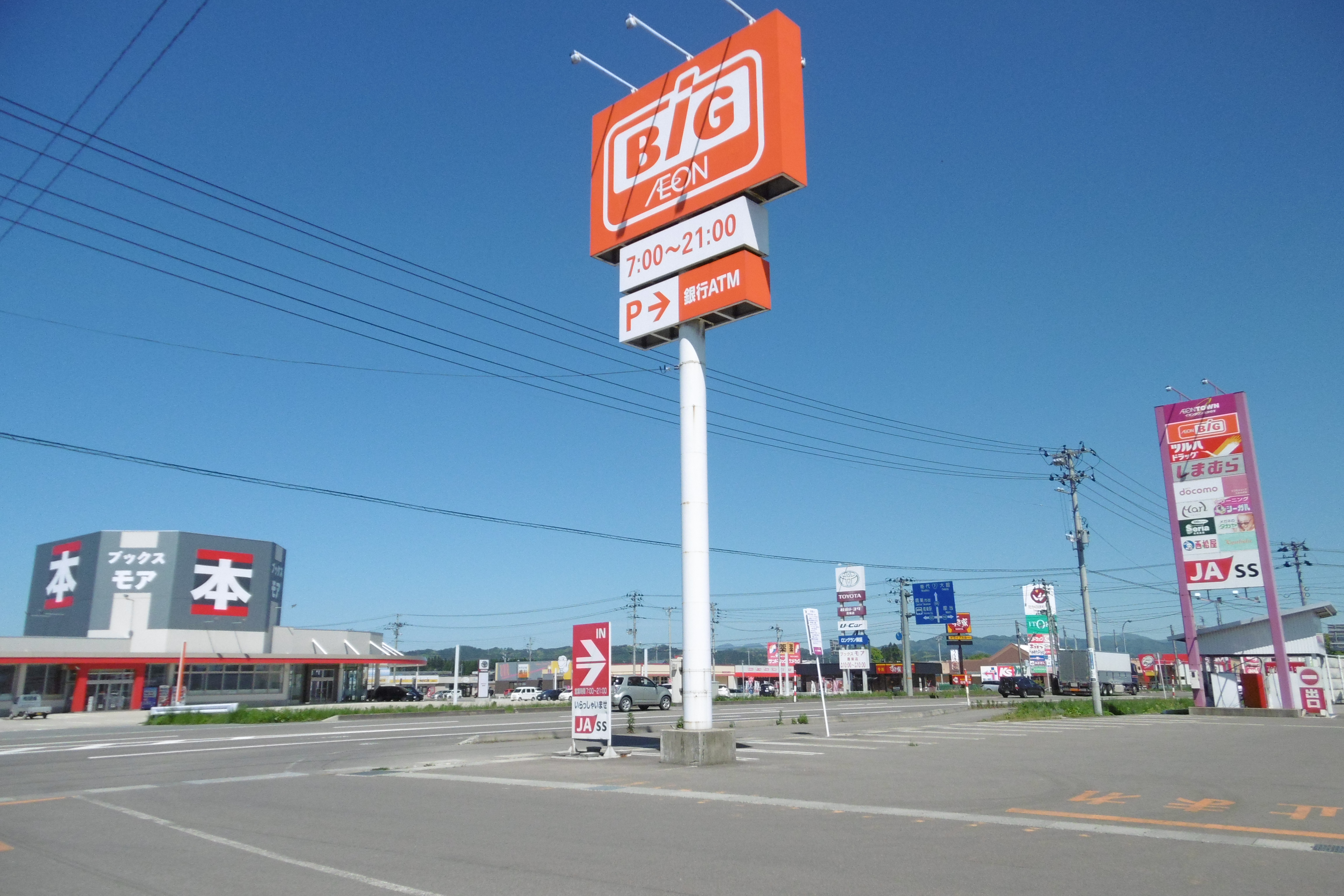
다카노스 바이패스 사카에 나카쓰나 교차로 부근

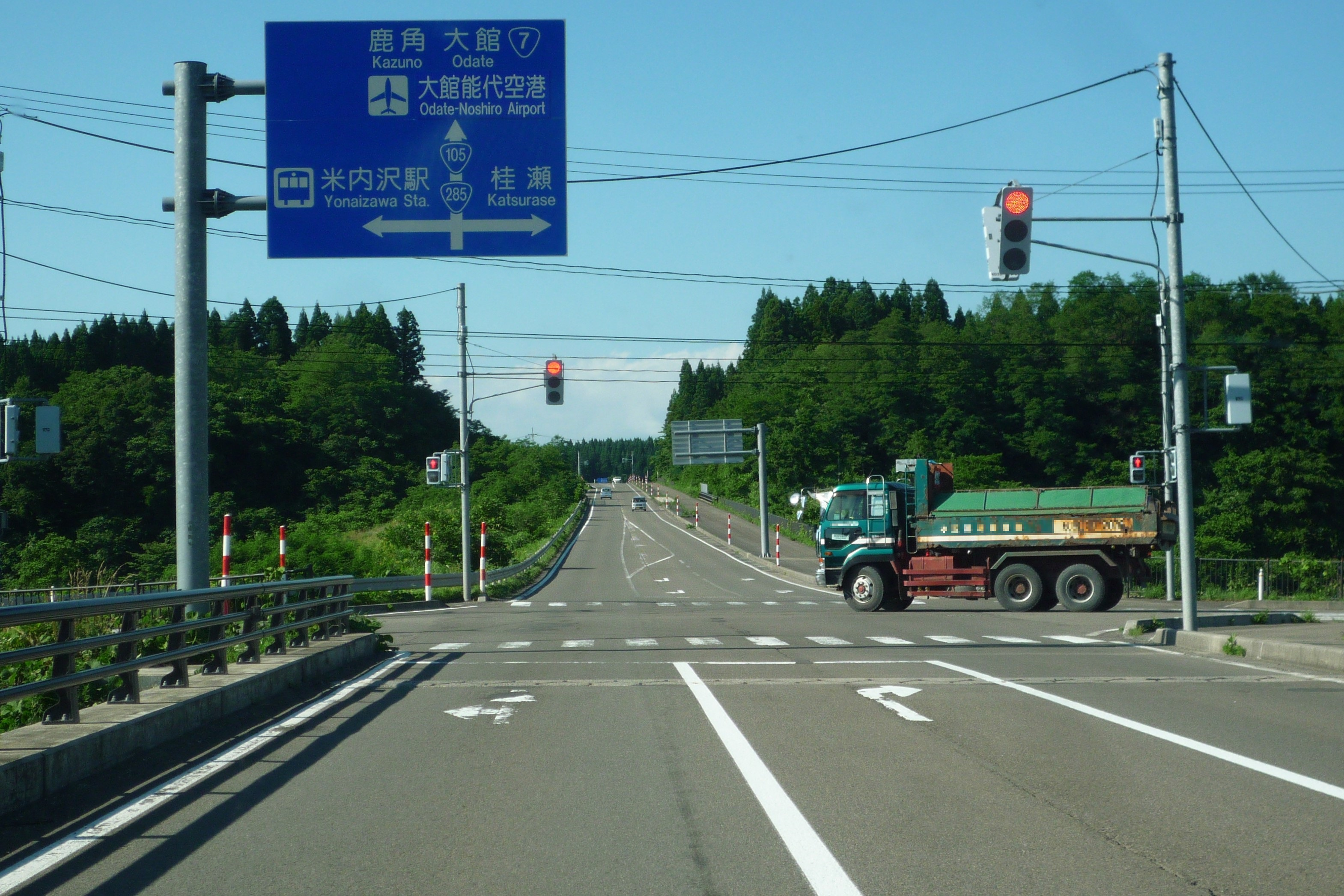
요나이자와 바이패스

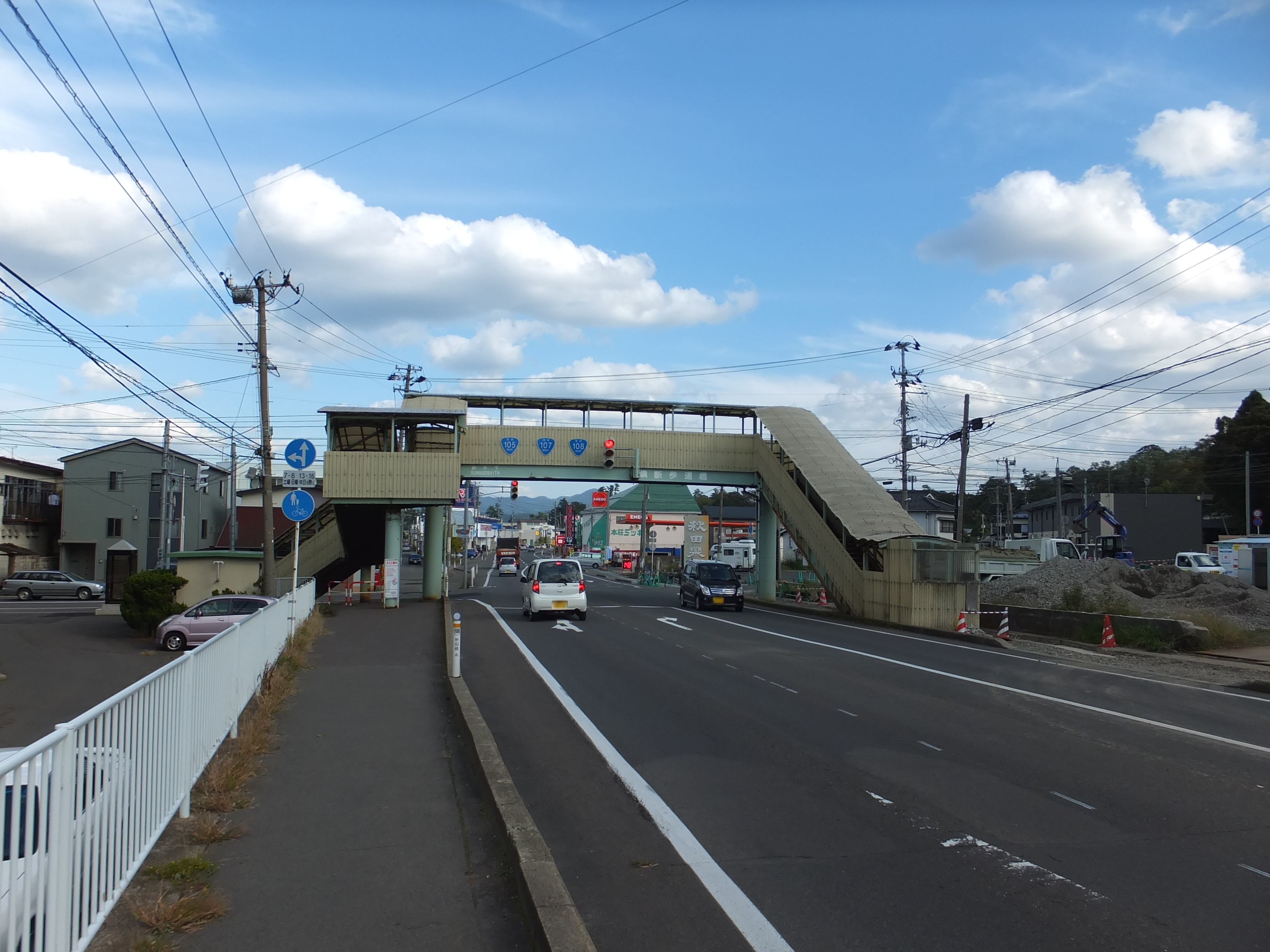
유리혼초시 스나고시타 교차로 일대. 기점에서 니반제키 교차로까지의 2km 구간은 3개의 국도 노선이 서로 겹치는 구간을 가지고 있다.

일본 105번 국도(일본어: 国道105号→국도 105호)는 아키타현 유리혼조시에서 기타아키타시까지 이어지는 총연장 179.2 km, 실제 연장 178.6 km, 현도 171.8 km의 거리를 가진 일본의 일반 국도이다.

## 노선 정보
일반 국도의 노선을 지정하고 있는 정령에 의거한 기종점 및 경유지는 다음과 같다.
- 기점 : 혼조시 (아키타현)[1] (미즈바야시 교차로 = 국도 제7호선의 교점 및 국도 제107호선, 국도 제108호선, 국도 제341호선, 국도 제398호선의 종점)
- 종점 : 아키타현 기타아키타군 다카노스정 (오즈쓰미 교차로 = 국도 제7호선의 교점)
- 중요한 경과지 : 아키타현 유리군(일본어판) 오우치정, 오마가리시, 센보쿠군 다자와코정, 기타아키타군 모리요시정
- 총 연장 : 179.2 km
- 중용 연장 : 0.6 km
- 실제 연장 : 178.6 km
  - 현도 : 171.8 km
  - 구도 : 없음
  - 신도 : 6.9 km
- 지정 구간 : 46번 국도와 겹치는 구간

## 연혁
- 1963년 4월 1일 - 2급 국도 제105호 오마가리 오다테 선으로 지정 시행
- 1965년 4월 1일 - 도로법 개정에 따라 1·2급의 구분을 없애고, 일반 국도 제105호선으로 전환
- 1970년 4월 1일 - 기점을 연신하여, 국도 제105호 혼조 다카노스 선으로 명칭 변경
- 2015년 4월 1일 - 기존의 46번 국도와의 중복 구간을 지정 해제 조건을 전제로 중복 운영을 종료하고 341번 국도(일본어판)와의 중복 구간으로 선형 변경

## 지리

### 통과하는 지자체
- 아키타현
  - 유리혼조시 - 다이센시 - 센보쿠시 - 기타아키타시

### 통과하는 도로

#### 일반 국도
- 국도 제7호선
- 국도 제341호선
- 국도 제108호선
- 국도 제107호선
- 국도 제398호선
- 국도 제13호선
- 국도 제46호선
- 국도 제285호선

#### 고속도로, 지역 고규격 도로
- 니혼카이 도호쿠 자동차도(일본어판, 중국어판)
- 아키타 자동차도(일본어판, 중국어판)
- 오마가리니시 도로(일본어판)
- 다카노스오다테 도로(일본어판)

#### 고개
- 다이가쿠노 고개(일본어판) (센보쿠시 - 기타아키타시)